# Lente de contacto

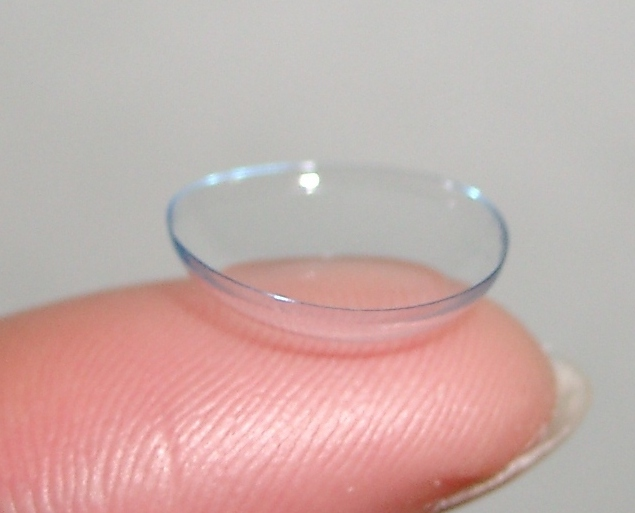
Un lente de contacto sobre un dedo.

Un o una lente de contacto (también conocido como lentilla o pupilente) es un disco pequeño de materia plástica o vidrio, cóncavo de un lado y convexo por el otro, cuya finalidad es correctora o simplemente cosmética, y que se pone en el ojo, concretamente sobre la capa lagrimal que cuida y lubrica la córnea. Estos lentes son un producto sanitario y deben cumplir todos los requisitos de estos.

## Historia

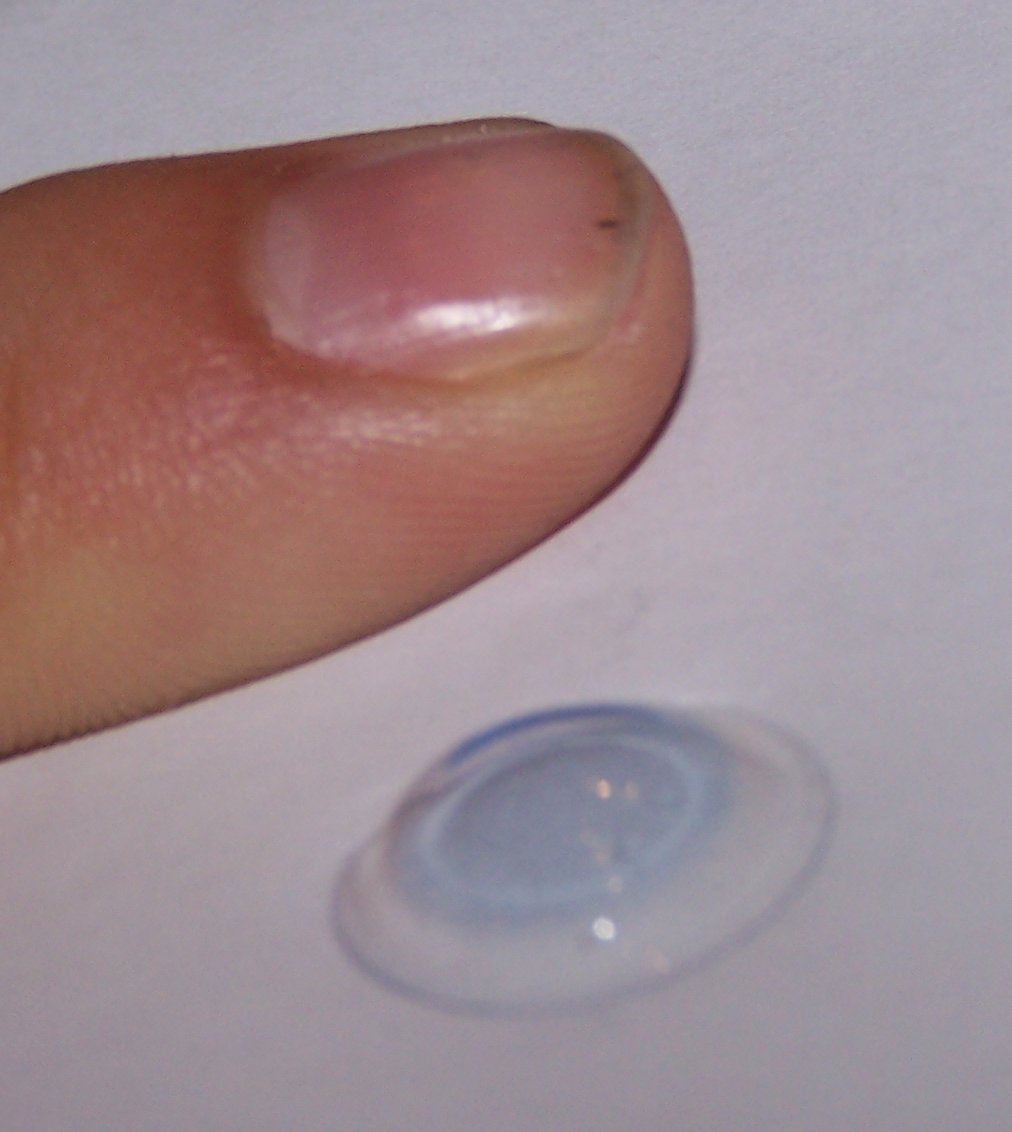
Lente de contacto.

Leonardo da Vinci observó en que hundiendo la cabeza en un recipiente de cristal con agua se modificaba la visión. Este y otros experimentos similares tenían por objeto explorar la acomodación ocular, y no corregir la visión, y así ha quedado constancia en su códice titulado Of the eye fechado en 1508, y aunque en realidad Leonardo da Vinci no buscaban diseñar nada parecido a unas lentillas, la idea de base y concepto si puede atribuírsele.
Por el contrario, René Descartes, sí ideó un dispositivo en 1636 para corregir la visión que consistía en un tubo de vidrio lleno de líquido y tapado por una lente. Sin embargo, dispositivo era impracticable, ya que el dispositivo debía colocarse en contacto directo con la córnea y, por lo tanto, habría imposibilitado el parpadeo.
El transcurrir de los años provocó que diferentes investigadores perfeccionaran esta antigua teoría hasta lo que hoy conocemos como lentes de contacto. 
En 1801, Thomas Young fabricó un par de lentes de contacto básicas basados en el modelo de Descartes. Usó cera para colocar lentes llenos de agua en sus ojos, neutralizando su poder refractivo, que corrigió con otro par de lentes.
Sir John Herschel, en una nota al pie de página de la edición de 1845 de la Enciclopedia Metropolitana, planteó dos ideas para la corrección visual: la primera «una cápsula esférica de vidrio llena de gelatina animal», la segunda «un molde de la córnea» que podría imprimirse en «algún tipo de medio transparente». Aunque, según los informes, Herschel nunca probó estas ideas, más tarde fueron propuestas por inventores independientes, incluido el médico húngaro Joseph Dallos, que perfeccionó un método para hacer moldes a partir de ojos vivos. Esto permitió la fabricación de lentes que, por primera vez, se ajustaban a la forma real del ojo.
Aunque Louis J. Girard inventó una lente de contacto escleral en 1887, fue el oftalmólogo alemán Adolf Gaston Eugen Fick quien en 1888 fabricó la primera lente de contacto escleral afocal con éxito.
Un año después, en 1888, August Müller de Kiel, Alemania, corrigió su propia miopía severa con una lente de contacto escleral de vidrio soplado más conveniente de su propia fabricación.
Ambas lentillas descansaban sobre la esclerótica, y podían tolerarse durante poco tiempo, la de Adolf Gaston Eugen Fick durante 2 horas, y la de August Müller durante solo media hora.
Las primeras lentes corneales de metacrilato para corregir los defectos visuales fueron fabricadas por Norman Bier en 1948. Otto Wichterle y Dreifus fabrican en 1950 las primeras lentes de contacto blandas.

## Características
Su uso es seguro si se cumple con las normas adecuadas. Algunas de las más importantes son: el lavado de manos, la lubricación y limpieza de la lente en la solución y el uso dentro del tiempo adecuado, generalmente entre 8 y 9 horas al día. Las lentillas de colores se han convertido en una moda habitual en la vida cotidiana; no solo se utilizan con aumento, sino que puede elegirse el color deseado. 
Se suele recomendar su uso en caso de miopía severa.

### Uso

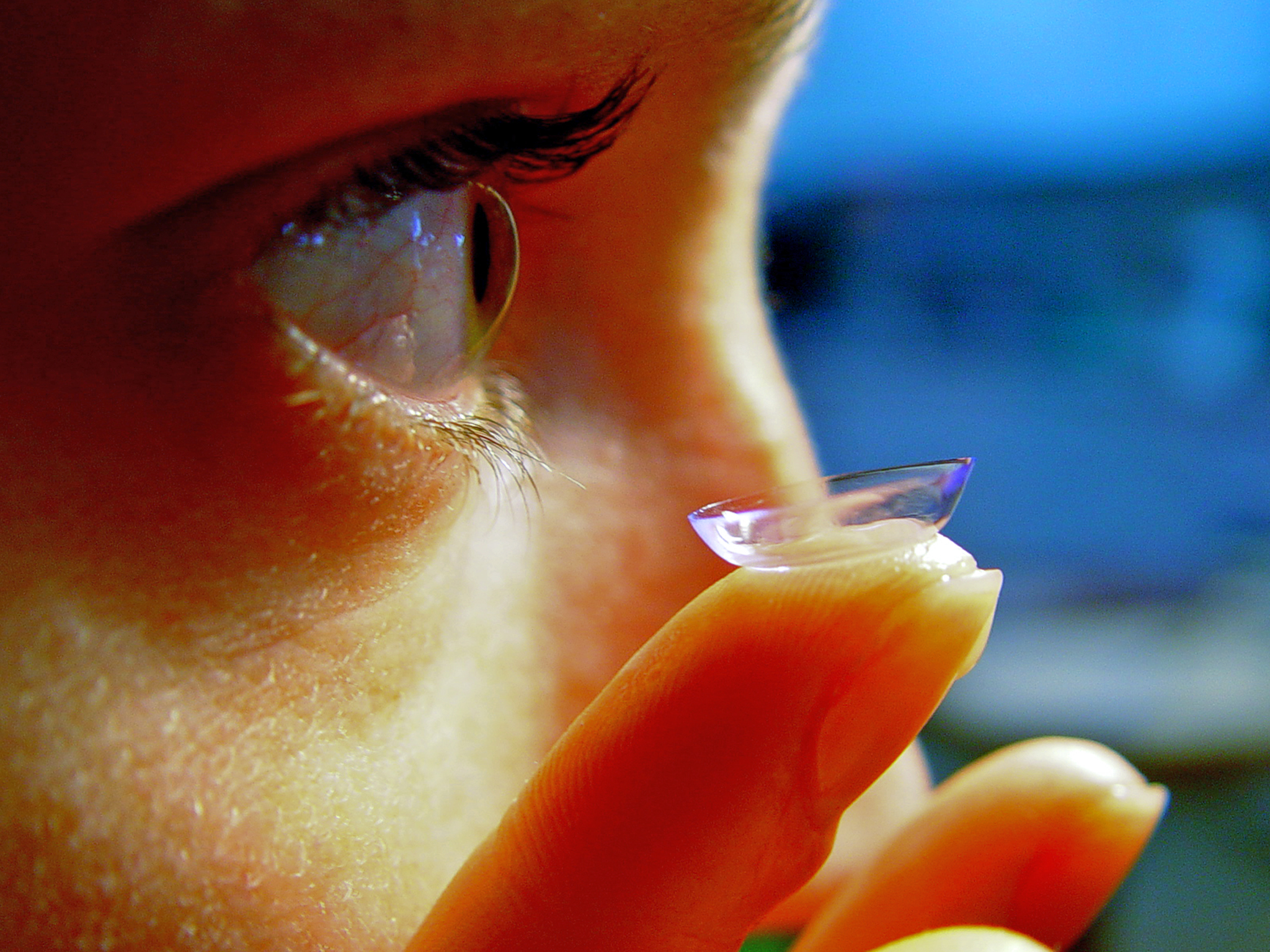
Colocación del lente de contacto en el ojo.

Se puede practicar cualquier deporte con las lentes puestas, excepto boxeo, deportes que puedan causar golpes a la cara, natación y waterpolo u otros deportes acuáticos a menos que se usen gafas de natación o máscaras de buceo. No deben usarse si ya se tienen infecciones o irritaciones oculares, pues las agravan. 
Antes de ser manipuladas, se debe lavar bien las manos con agua tibia y un jabón suave neutro. Al ser enjuagadas, deben removerse residuos de jabón en ellas y secarlas al viento, papel tisú o con una toalla que no desprenda pelusas. De lo contrario podrían producirse infecciones bacterianas como conjuntivitis. Las lentes de contacto se limpian usando sólo los líquidos especialmente formulados para ello, evitando el uso de agua oxigenada, alcohol, entre otros; ya que no desinfectan y pueden provocar lesiones oculares. 
El lugar donde se coloquen debe mantenerse siempre limpio, seco y desinfectado. Durante su uso, se debe evitar lugares con altas temperaturas ya que, si son lentes de plástico, se pueden calentar, derretir y causar ceguera parcial, temporal o incluso, permanente. No es aconsejable su uso permanente durante días, sino dejar pasar como mucho un día y luego retirarlas, de lo contrario se es propenso a caer en alguna alergia o infección. Si son de uso diario, deben ser retiradas antes de dormir. Las lentes deben ser guardadas en un estuche apropiado rellenado con una solución multipropósito estéril.
Semanalmente deben colocarse en un líquido especial de limpieza enzimática para eliminar los depósitos de proteínas que no se eliminan con la limpieza diaria. De no seguir este paso, puede causar irritaciones oculares y enturbiamiento de las lentes, lo cual dificulta la visión. Deben ser renovadas según las especificaciones del fabricante. Por ejemplo, las mensuales una vez al mes y las semanales una vez a la semana. Si se tratan de lentes de contacto rígidas, podrían durar entre dos y tres años. Si no se respetan la especificaciones se podrán producir infecciones, como por ejemplo, conjuntivitis, queratitis y otras enfermedades serias como queratitis por Acanthamoeba.
Se puede usar maquillaje, pero deben colocarse primero las lentes; y al quitarse el maquillaje, se deben sacar primero las lentes. En caso de extravío y encuentro, no se debe alzar la lente de contacto de la superficie donde se halle, ya que es probable que pueda romperse. Se debe dejar donde está y aplicarle encima una solución salina o fisiológica con el fin de rehidratarlo. Luego podrá levantarse sin riesgo de romperse y se procederá a limpiarlo y desinfectarlo con las soluciones correspondientes.
En caso de tener sensación de ardor o sequedad, colocarse lágrimas artificiales o solución humectante para lentes de contacto indicada por un profesional. Si hay dolor, ojo rojo o visión borrosa, quitarse las lentes y consultar al profesional idóneo.